# Kalevala
El Kalevala es una epopeya finlandesa compilada por el historiador Elias Lönnrot en el siglo XIX a partir de fuentes folclóricas finlandesas, transmitidas oralmente de generación en generación, o a través de las recopilaciones de las narraciones populares hechas por los rapsodas, como son los casos de Arhippa Perttunen (1769-1840) y Ontrei Malinen (1780-1855), fundamentalmente en la región de Carelia.
Como reminiscencia y conceptualización hustoriográfica de la generación mítica del pueblo finlandés, a la manera de los cantares de gesta medievales, como el Cantar de Hildebrando, Beowulf, las Eddas islandesas, el Cantar de los Nibelungos, el Cantar de Roldán, el Cantar de las huestes de Ígor y el Cantar de mío Cid, el Kalevala es una de las epopeyas más sugestivas y notables de Europa, llegando a influir en la creación de El Silmarillion, de J. R. R. Tolkien.

## Estructura

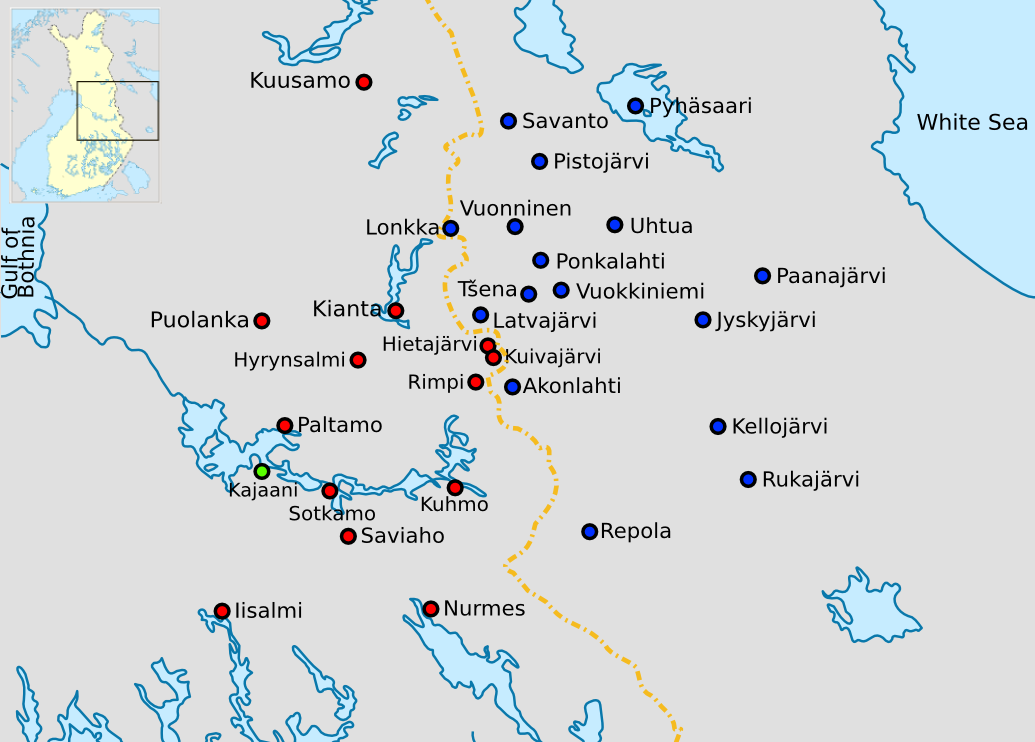
Localidades carelias importantes en el trabajo de campo de Elias Lönnrot.
Rojo: localidades finlandesas. Azul: localidades rusas.

La primera publicación corresponde a 1835 y contenía un total de 5052 versos, congregados en 32 poemas. La reproducción final corresponde a 1849, cuando se publicó en toda su extensión actual de 23 000 versos y 50 poemas.
En su labor meticulosa de recopilación y recomposición, Elias Lönnrot logró acopiar versos provenientes de diferentes fuentes, tanto subjetivas como territoriales. Para ello recurrió a trovadores, narradores, o al examen de la tradición oral en diversas regiones de Finlandia, especialmente en la zona de Carelia.
En su trabajo de recopilación, Lönnrot acopló y relacionó diferentes testimonios e historias para dotar a la obra de una mejor estructura narrativa. Al mismo tiempo, disminuyó la cantidad de personajes y concentró los lugares donde se desarrollan los sucesos. De esta manera logró una mayor coherencia y concreción de esta obra cumbre de la mitología y folclore de Finlandia.
La leyenda, el mito y la evocación poética se enlazan perfectamente en el Kalevala, erigiendo un mundo habitado por héroes de carne y hueso, que oscilan entre lo humano, lo divino y lo esperpéntico. Por eso los actos de los personajes del Kalevala están plagados de extravagancias y deslices humanos.

## Personajes

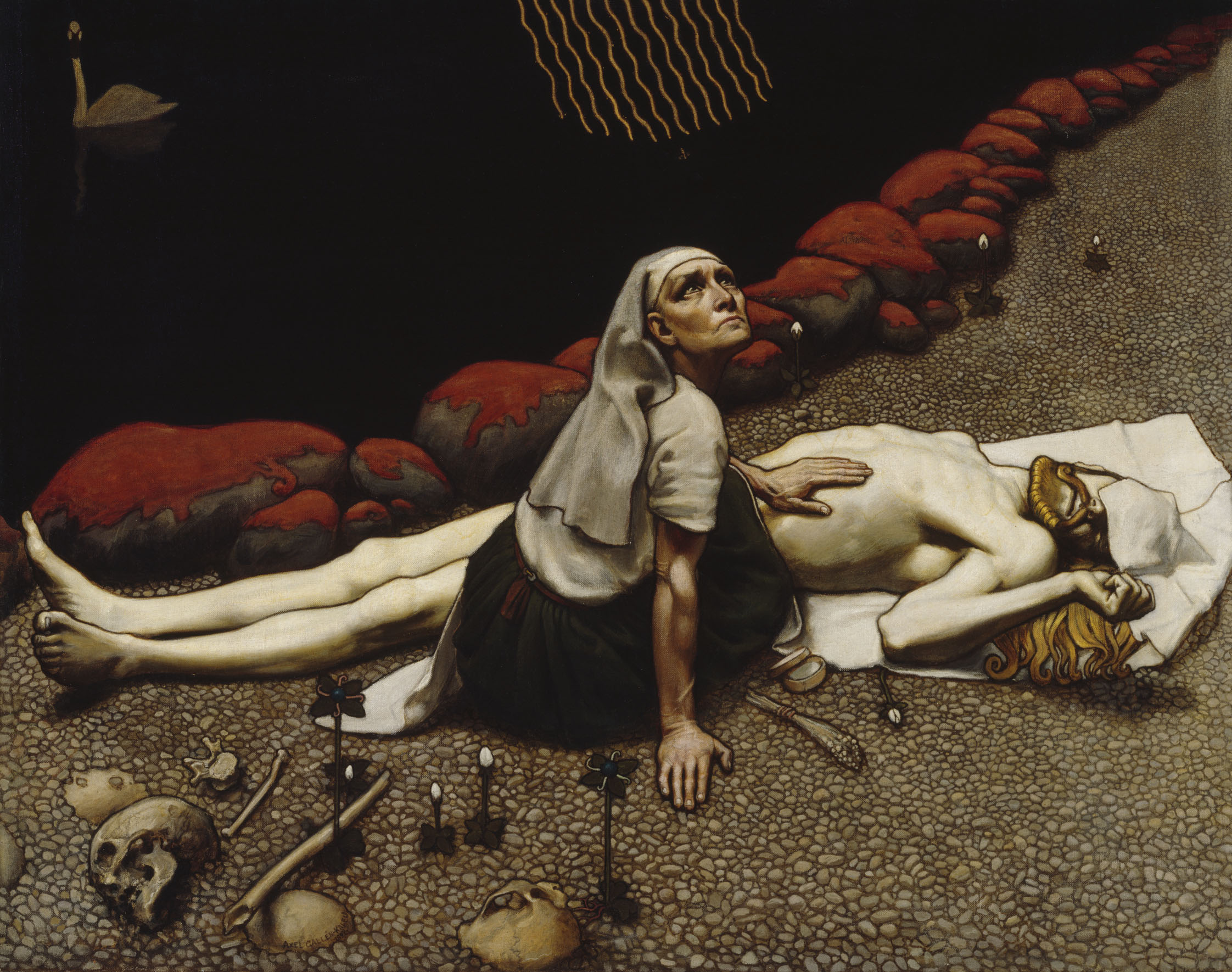
La madre de Lemminkäinen, por Akseli Gallen-Kallela (1897).

Väinämöinen es un rapsoda excéntrico marcado por el desenfrenado amor que siente por la doncella de Pohjola, mientras que Lemminkäinen es el galán que afronta desafíos y desgracias con un marcado desatino, de manera que en sus correrías épicas deja en evidencia su clara ingenuidad de mortal. Lo mismo ocurre, de un modo figurativo, con el pastor Kullervo, que entre andanzas y algaradas es el héroe trágico en este universo cerrado, con un irrefrenable ímpetu de vida, pero condicionado por un sino de eterno perdedor.
Ilmarinen es un personaje de genitura repentina, ya que después de unas horas de ser parido por la doncella Iro (Iro-neito), al día siguiente ya está convertido en un herrero capaz de crear el Sampo, un virtuosismo maravilloso que semeja un molino mágico.
De todos estos héroes estrafalarios, Joukahainen es el más ingenuo de todos, ya que está dispuesto a ponerse permanentemente a prueba, y así lo hará, en un momento, al desafiar a Väinämöinen en un tanteo de sabiduría que sabe que perderá desde el comienzo.
Finalmente, Ukko es el dios superior y todopoderoso, entreverado con estas figuras semidivinas, pero apoyado por otras omnipotencias menores, como Tapio, dios de los bosques; Hiisi y Lempo, del mal; o Tuoni, de la muerte, que no le facilitarán su tarea celestial, sino que se la harán embarazosa y paradójica.

## Ejemplo
Los últimos versos de la obra en finés y español (traducidos por Joaquín Fernández y Ursula Ojanen):

Vaan kuitenki kaikitenki la'un hiihin laulajoille,
la'un hiihin, latvan taitoin, oksat karsin, tien osoitin.
Siitäpä nyt tie menevi, ura uusi urkenevi
laajemmille laulajoille, runsahammille runoille,
nuorisossa nousevassa, kansassa kasuavassa.
Ya está el camino señalado, se abre una nueva senda,
ante cantores más ilustres,
bardos más ricos en canciones
entre los jóvenes que crecen,
entre la estirpe adolescente.

## Libros

### En español
- Poema finlandés "El Kalevala". Ediciones del Eclipse, Buenos Aires, 1995. Ilustraciones de Pez. ISBN 987-9011-10-4

- El Kalevala. Traducción, prólogo y notas por Juan Bautista Bergua. Madrid: Ediciones Ibéricas, La Crítica Literaria, 2.ª edición, 1999, ISBN 978-84-7083-049-5

- Fernández, Joaquín: Allá donde la luna de oro (versión libre de "El Kalevala"). Barcelona, 1990.

- Lönnrot, Elias: Kalevala; trad. de Joaquín Fernández y Ursula Ojanen, y con prólogo de Agustín García Calvo. Colección Alianza Tres, Alianza Editorial, Madrid, 1992. ISBN 84-206-4552-4

### En inglés
- Lönnrot, Elias (trad. al inglés por Eino Friberg, Björn Landström, George C. Schoolfield): The Kalevala: Epic of the Finnish People. ISBN 951-1-10137-4

- Lönnrot, Elias (trad. al inglés por John Martin Crawford): The Kalevala: The Epic Poem of Finland. ISBN 0-7661-8938-4

- Lönnrot, Elias: The Kalevala; traducción inglesa del británico Keith Bosley (n. 1937), con notas aclaratorias e introducción. Oxford University Press, 1989. ISBN 978-0-19-283570-3
  - Vista previa en Google Books.

### En italiano
- Igino Cocchi: Kalevala. Florencia: Società Tipografica Editrice Cooperativa, 1909. Primera traducción completa del Kalevala al italiano, con introducción de Domenico Ciàmpoli (1852-1929).[2][3]

### Artículos
- Estudio universitario sobre el Kalevala; en inglés.
- Juminkeko: centro de información sobre el Kalevala y la cultura de Carelia; en inglés.

- Datos: Q130924
- Multimedia: Kalevala / Q130924
- Citas célebres: Kalevala